# Nicolas Kouakou
Pour les articles homonymes, voir Kouakou.
Nicolas Kouakou est un officier ivoirien. Il est notamment commandant de la gendarmerie nationale ivoirienne en 2017 et 2018.

## Biographie
Né le 6 décembre 1957, il entre comme élève officier gendarme en 1981 et occupe différents postes d'officier par la suite. 
Lors de la crise politico-militaire en Côte d'Ivoire, il dirige le centre de commandement intégré censé regrouper combattants gouvernementaux et rebelles. Proche de Henri Konan Bédié, il occupe ensuite divers commandants au sein de la gendarmerie, avant d'être nommé à la tête du commandement supérieur de la gendarmerie le 9 janvier 2017. Partant à la retraite plus tôt que l'âge limite, il est remplacé le 31 décembre 2018 par le général Alexandre Apalo Touré.